# Baron, Oise

Baron este o comună în departamentul Oise, Franța. În 1 ianuarie 2022 avea o populație de 740 de locuitori.